# Sigrid Nunez
Sigrid Nunez (született: 1951-ben) amerikai írónő. Hetedik regénye, The Friend, elnyerte a 2018-as National Book Award for Fiction díjat. 2025-ben Windham-Campbell irodalmi díjat kapott a szépirodalom kategóriában.

## Élete
Sigrid Nunez New Yorkban született és nőtt fel, német anya és kínai-panamai apa lányaként. A Barnard College-ban szerzett BA diplomát (1972) és a Columbia Egyetemen MFA diplomát (1975), majd egy ideig a The New York Review of Books szerkesztőségi asszisztenseként dolgozott. Nunez kilenc regényt publikált, köztük az A Feather on the Breath of God, The Last of Her Kind, The Friend, What Are You Going Through, és legutóbb a The Vulnerables. Ő a szerzője a Sempre Susan: A Memoir of Susan Sontag című könyvnek is.
Nunez többek között a következő folyóiratokban publikált: The New Yorker, The New York Times, The New York Review of Books, The Paris Review, Harper's, McSweeney's, The Believer, The Threepenny Review, London Review of Books, Harper's Weekly, The Wall Street Journal.
Munkái számos antológiában is megjelentek, köztük négy Pushcart-díjas kötetben és négy ázsiai-amerikai irodalmi antológiában. Egyik novelláját beválogatták a The Best American Short Stories 2019 című kötetbe. Nunez, aki a John Simon Guggenheim Emlékalapítvány ösztöndíjasa, emellett Whiting Writer's Award-díjat, Berlin Prize ösztöndíjat, Rosenthal Alapítvány-díjat és Római Irodalmi Díjat kapott. Nunez az Amerikai Művészeti és Irodalmi Akadémia tagja. 2018 decembere és 2019 januárja között James Merrill ösztöndíjas volt.
Tanított a Columbia, a Princeton, a Boston University és a New School egyetemeken, valamint vendégíróként vagy rezidensként dolgozott többek között az Amherst, Smith, Baruch, Vassar, Syracuse és az Irvine-i Kaliforniai Egyetemen. Nunez tagja volt a Bread Loaf Writers' Conference és számos más írói konferencia tanári karának is szerte az országban. Műveit több mint harminc nyelvre fordították le.
New Yorkban él.
2024-ben két regényét is filmre vitték. A Scott McGehee and David Siegel duó a The Friend című regényét filmre vitte Naomi Watts főszereplésével. Pedro Almodóvar spanyol filmrendező a What Are You Going Through című regényt adaptálta angol nyelvű debütáló játékfilmjéhez, a The Room Next Doorhoz, Tilda Swinton és Julianne Moore főszereplésével. Ez utóbbi a 81. Velencei Nemzetközi Filmfesztiválon elnyerte a rangos Arany Oroszlánt.

## Bibliográfia

### Könyvek
- A Feather on the Breath of God. New York: HarperCollins (1995). ISBN 9780312422738
- Naked Sleeper. New York: HarperCollins (1996). ISBN 9780060172763
- Mitz: The Marmoset of Bloomsbury. New York: HarperFlamingo (1998). ISBN 9780060174071
- For Rouenna. New York: Farrar, Straus and Giroux (2001). ISBN 9780374254308
- The Last of Her Kind. New York: Farrar, Straus and Giroux (2006). ISBN 9780374183813
- Salvation City. New York: Riverhead Books (2010). ISBN 9781594487668
- Sempre Susan: A Memoir of Susan Sontag. New York: Atlas Books (2011). ISBN 9781594633348
- The Friend. New York: Riverhead Books (2018). ISBN 9780735219441[15]
- What Are You Going Through. New York: Riverhead Books (2020). ISBN 9780593191415
- The Vulnerables. New York: Riverhead Books (2023). ISBN 9780593715512[16]

### Válogatott novellák
- "The Summer of the Hats", The Threepenny Review 34 (Summer 1988)
- "Chang", The Threepenny Review 38 (Summer 1989) - excerpt from A Feather on the Breath of God
- "Christa", The Iowa Review 21.1 (Winter 1991) - excerpt from A Feather on the Breath of God
- "A Girl to Whirl", The Threepenny Review 47 (Autumn 1991)
- "The Balloon", Salmagundi 93 (Winter 1992)
- "Reading", The Threepenny Review 52 (Winter 1993)
- "A Visit to the Great Man", The Threepenny Review 100 (Winter 2005)
- "The Naked Juror", Daedalus 134.1 (Winter 2005)
- "Airport Story", The Threepenny Review 127 (Fall 2011)
- "Imagination", The Sun (April 2012)
- "Philosophers",Conjunctions 58 (Spring 2012)
- "Worried Sisters", Prairie Schooner 86.1 (Spring 2012) and Harper's (September 2012)
- "The Blind", Paris Review 222 (Fall 2017) - excerpt from The Friend
- "It Will Come Back to You", London Review of Books (November 2021)
- "Greensleeves", The New Yorker (September 2024)
- "The Rabbit's Foot", The Yale Review (Summer 2025)

### Esszék
- "Suddenly Susan" (adaptation from Sempre Susan). The New York Times, February 25, 2011.
- "Love and Fiction" (excerpt from Little Star #4). littlestarjournal.com, December 12, 2012.
- "Shakespeare for Survivors" (review of Station Eleven, a novel, by Emily St. John Mandel). The New York Times Book Review, September 12, 2014.
- "Two Memoirs Celebrate Muses With Four Legs" (review of two memoirs: Afterglow by Eileen Myles and Fetch by Nicole J. Georges). The New York Times Book Review, September 28, 2017.
- "'Sight' and The Pleasures of Overthinking Motherhood" (review of Sight, a novel, by Jesse Greengrass). newyorker.com, August 22, 2018.
- "Leonard Michaels Was a Cat Person" (introduction to A Cat, a novel, by Leonard Michaels). Paris Review Daily, November 14, 2018.
- "Sex and Sincerity" (review of Cleanness, a novel, by Garth Greenwell). The New York Review of Books, June 11, 2020.
- "Disorders of the Heart" (review of To Be a Man, a short story collection, by Nicole Krauss). The New York Review of Books, November 5, 2020.
- "Lost, at Sea, at Odds" (review of Whereabouts, a novel, by Jhumpa Lahiri, translated from the Italian by the author). The New York Review. May 27, 2021.
- "'Desperate Characters' and the Chaos That Lies Beneath", The New York Times Style Magazine, July 13, 2022.
- "Gored in the Afternoon" (review of Getting Lost, a novel, by Annie Ernaux, translated from the French by Alison L. Strayer). The New York Review. November 3, 2022.

### Adaptációk
- The Room Next Door(wd) (2024), a What Are You Going Through című regény alapján.[17]
- The Friend(wd) (2024), az azonos című regény alapján.[18]

### Magyarul megjelent
- A barát; ford. Hoppán Eszter; Libri, Budapest, 2019
- Egy életen át; ford. Mesterházi Mónika; Libri, Budapest, 2024

## Egyéb információk
- Sigrid Nunez az Internet Movie Database oldalon (angolul)
- Honlapja

## Fordítás
- Ez a szócikk részben vagy egészben  a   Sigrid Nunez című angol Wikipédia-szócikk fordításán alapul.  Az eredeti cikk szerkesztőit annak laptörténete sorolja fel. Ez a jelzés csupán a megfogalmazás eredetét és a szerzői jogokat jelzi, nem szolgál a cikkben szereplő információk forrásmegjelöléseként.